# Temporada 1982-83 de los Boston Celtics
La temporada 1982-83 fue la trigésimo séptima de los Boston Celtics en la NBA. La temporada regular acabó con 56 victorias y 26 derrotas, clasificándose para los playoffs, donde se cayeron en las semifinales de conferencia ante los Milwaukee Bucks.

## Elecciones en el Draft
| Ronda | Puesto | Jugador              | Posición | Nacionalidad   | Universidad/Club |
| ----- | ------ | -------------------- | -------- | -------------- | ---------------- |
| 1     | 23     | Darren Tillis        | Pívot    | Estados Unidos | Cleveland State  |
| 3     | 69     | Perry Moss           | Base     | Estados Unidos | Northeastern     |
| 6     | 138    | John Schweitz        | Escolta  | Estados Unidos | Richmond         |
| 9     | 205    | Panagiotis Giannakis | Escolta  | Grecia         | Ionikos Nikaias  |

## Temporada regular
| División Atlántico   | División Atlántico | División Atlántico | División Atlántico | División Atlántico | División Atlántico | División Atlántico | División Atlántico | División Atlántico |
| Equipo               | G                  | P                  | %                  | PD                 | Casa               | Fuera              | Div                |                    |
| -------------------- | ------------------ | ------------------ | ------------------ | ------------------ | ------------------ | ------------------ | ------------------ | ------------------ |
| y-Philadelphia 76ers | 65                 | 17                 | .793               | –                  | 35–6               | 30–11              | 15–9               |                    |
| x-Boston Celtics     | 56                 | 26                 | .683               | 9                  | 33–8               | 23–18              | 14–10              |                    |
| x-New Jersey Nets    | 49                 | 33                 | .598               | 16                 | 30–11              | 19–22              | 11–13              |                    |
| x-New York Knicks    | 44                 | 38                 | .537               | 21                 | 26–15              | 18–23              | 10–14              |                    |
| Washington Bullets   | 42                 | 40                 | .512               | 23                 | 27–14              | 15–26              | 10–14              |                    |

## Playoffs

### Primera ronda
Boston Celtics vs. Atlanta Hawks 
| Fecha       | Partido                              | Ciudad  |
| ----------- | ------------------------------------ | ------- |
| 19 de abril | Boston Celtics 103, Atlanta Hawks 95 | Boston  |
| 22 de abril | Atlanta Hawks 95, Boston Celtics 93  | Atlanta |
| 24 de abril | Boston Celtics 98, Atlanta Hawks 79  | Boston  |
|             | Boston Celtics gana las series 2-1   |         |

### Semifinales de Conferencia
Milwaukee Bucks vs. Boston Celtics
| Fecha       | Partido                                | Ciudad    |
| ----------- | -------------------------------------- | --------- |
| 27 de abril | Milwaukee Bucks 116, Boston Celtics 95 | Milwaukee |
| 29 de abril | Milwaukee Bucks 95, Boston Celtics 91  | Milwaukee |
| 1 de mayo   | Boston Celtics 99, Milwaukee Bucks 107 | Boston    |
| 2 de mayo   | Boston Celtics 93, Milwaukee Bucks 107 | Boston    |
|             | Milwaukee Bucks gana las series 4-0    |           |

## Estadísticas
| Rk | Jugador          | Edad | P  | PT | MP   | TC  | TCI  | %TC  | T3  | T3I | %T3  | TL  | TLI | %TL  | RO  | RD  | RT   | AS  | RB  | TAP | BP  | FP  | PTS  |
| -- | ---------------- | ---- | -- | -- | ---- | --- | ---- | ---- | --- | --- | ---- | --- | --- | ---- | --- | --- | ---- | --- | --- | --- | --- | --- | ---- |
| 1  | Larry Bird       | 26   | 79 | 79 | 37.7 | 9.5 | 18.7 | .504 | 0.3 | 1.0 | .286 | 4.4 | 5.3 | .840 | 2.4 | 8.6 | 11.0 | 5.8 | 1.9 | 0.9 | 3.0 | 2.5 | 23.6 |
| 2  | Robert Parish    | 29   | 78 | 76 | 31.5 | 7.9 | 14.4 | .550 | 0.0 | 0.0 | .000 | 3.5 | 5.0 | .698 | 3.3 | 7.3 | 10.6 | 1.8 | 1.0 | 1.9 | 2.4 | 2.8 | 19.3 |
| 3  | Kevin McHale     | 25   | 82 | 13 | 28.6 | 5.9 | 10.9 | .541 | 0.0 | 0.0 | .000 | 2.4 | 3.3 | .717 | 2.6 | 4.1 | 6.7  | 1.3 | 0.4 | 2.3 | 1.9 | 2.9 | 14.1 |
| 4  | Cedric Maxwell   | 27   | 79 | 71 | 28.5 | 4.2 | 8.4  | .499 | 0.0 | 0.0 | .000 | 3.5 | 4.4 | .812 | 2.3 | 3.0 | 5.3  | 2.4 | 0.8 | 0.5 | 2.1 | 2.6 | 11.9 |
| 5  | Tiny Archibald   | 34   | 66 | 19 | 27.4 | 3.6 | 8.4  | .425 | 0.1 | 0.4 | .208 | 3.3 | 4.5 | .743 | 0.4 | 1.0 | 1.4  | 6.2 | 0.6 | 0.1 | 2.5 | 1.7 | 10.5 |
| 6  | Danny Ainge      | 23   | 80 | 76 | 25.6 | 4.5 | 9.0  | .496 | 0.1 | 0.4 | .172 | 0.9 | 1.2 | .742 | 1.0 | 1.6 | 2.7  | 3.1 | 1.4 | 0.1 | 1.2 | 3.2 | 9.9  |
| 7  | Quinn Buckner    | 28   | 72 | 56 | 21.7 | 3.4 | 7.8  | .442 | 0.0 | 0.1 | .000 | 1.0 | 1.6 | .632 | 0.9 | 1.7 | 2.6  | 3.8 | 1.5 | 0.1 | 2.2 | 2.7 | 7.9  |
| 8  | Gerald Henderson | 27   | 82 | 9  | 18.9 | 3.5 | 7.5  | .463 | 0.0 | 0.2 | .188 | 1.2 | 1.6 | .722 | 0.7 | 0.8 | 1.5  | 2.4 | 1.2 | 0.0 | 1.6 | 2.3 | 8.2  |
| 9  | Rick Robey       | 27   | 59 | 6  | 14.5 | 1.7 | 3.6  | .467 | 0.0 | 0.0 |      | 0.8 | 1.3 | .577 | 1.3 | 2.4 | 3.7  | 1.1 | 0.2 | 0.1 | 1.2 | 2.2 | 4.2  |
| 10 | Scott Wedman     | 30   | 40 | 0  | 12.6 | 2.4 | 5.1  | .459 | 0.0 | 0.3 | .100 | 0.5 | 0.8 | .667 | 0.7 | 1.1 | 1.9  | 0.8 | 0.5 | 0.2 | 0.8 | 2.1 | 5.2  |
| 11 | M.L. Carr        | 32   | 77 | 0  | 11.5 | 1.8 | 4.1  | .429 | 0.0 | 0.2 | .158 | 0.8 | 1.1 | .741 | 0.7 | 1.1 | 1.8  | 0.9 | 0.6 | 0.1 | 1.0 | 1.8 | 4.3  |
| 12 | Charles Bradley  | 23   | 51 | 5  | 10.4 | 1.4 | 3.5  | .392 | 0.0 | 0.1 | .000 | 0.9 | 1.8 | .511 | 0.6 | 0.9 | 1.5  | 0.5 | 0.6 | 0.5 | 0.8 | 1.6 | 3.6  |
| 13 | Darren Tillis    | 22   | 15 | 0  | 2.9  | 0.5 | 1.5  | .304 | 0.0 | 0.1 | .000 | 0.1 | 0.4 | .333 | 0.3 | 0.3 | 0.6  | 0.1 | 0.0 | 0.1 | 0.3 | 0.5 | 1.1  |

## Galardones y récords
| Jugador/Entrenador | Galardón                                                                 |
| Larry Bird         | Mejor quinteto de la NBA 2.º Mejor quinteto defensivo de la NBA All-Star |
| Kevin McHale       | 2.º Mejor quinteto defensivo de la NBA                                   |
| Robert Parish      | All-Star                                                                 |